# Fiodor Doubassov
Fiodor Vassilievitch Doubassov, né le 3 juillet (21 juin) 1845 et mort le 2 juillet (19 juin) 1912 à Saint-Pétersbourg, est un vice-amiral de l'Empire russe et ancien gouverneur de Moscou (1905-1906), pendant les troubles de 1905.

## Biographie
Fiodor Doubassov naît dans une famille de la noblesse remontant au XVIIe siècle et inscrite dans les registres de la noblesse des gouvernements de Tver, de Kalouga, de Smolensk et de Penza. La galère qui figure sur leur blason rappelle que nombre de leurs ancêtres furent liés au sort de la flotte russe. L'un d'eux, Avtonome Doubassov, captura une galère suédoise en 1709.
Le jeune Fiodor est donc inscrit au corps des cadets de la marine impériale à Saint-Pétersbourg (aujourd'hui académie Kouznetsov). Il fait à dix-huit ans le tour du monde sur la corvette Bogatyr. Il termine l'école en 1870, avec le grade de lieutenant. Doubassov participe ensuite à la guerre russo-turque de 1877-1878. Il commande d'abord un petit navire torpilleur (Le Tsarévitch) en tant que lieutenant-capitaine et avec d'autres petits torpilleurs réussit à couler un cuirassé turc. Doubassov et son lieutenant Chestakov sont décorés pour cet exploit de la croix de saint Georges, quatrième classe et il est nommé aide-de-camp. En 1879, Doubassov est chargé, à la tête d'une flottille de petits navires, de miner le Danube et le Seret, afin de défendre la région des incursions turques, et il est décoré de l'Ordre de Saint-Vladimir de quatrième classe avec épées d'or.
Après la guerre, Doubassov commande différents types de vaisseaux, comme le croiseur L'Afrika en 1883-1885 ou le torpilleur frégate Le Vladimir monomaque (il est alors capitaine de premier rang) en 1889. Il escorte le tsarévitch Nicolas Alexandrovitch dans son grand voyage en Extrême-Orient en 1890-1891.
Doubassov est aussi à l'époque un théoricien de la guerre marine et ses publications, ainsi que ses conférences sont fort commentées. Ses brochures sont aussitôt traduites en Angleterre et en France, notamment en ce qui concerne les mines.
Il commande en 1891 un grand cuirassé Le Pierre le Grand et en 1893 il est nommé contre-amiral. Il est aussi le représentant de la marine impériale à l'ambassade russe de Berlin jusqu'en 1897. Sa carrière prend un grand essor lorsqu'il nommé en 1897 commandant de toute l'escadre russe de l'océan Pacifique. Les navires arrivent en 1898 à Port-Arthur que l'Empire voulait faire rivaliser avec les ports allemands ou anglais (Hong Kong) de Chine. Pourtant l'amiral Doubassov est personnellement opposé au choix de Port-Arthur comme base de la flotte russe, préférant la baie de Mozampo.
Il est nommé vice-amiral à son retour en 1899.

## Carrière administrative
En 1901-1905 l'amiral Doubassov est à la tête du comité technique de la flotte et en 1904-1905, il est membre de la commission internationale formée pour enquêter sur l'incident du Dogger Bank, la marine anglaise étant alliée du Japon, ennemi de la Russie pendant la guerre russo-japonaise. Il est alors nommé adjudant-général à la Suite de Sa Majesté impériale.
Pendant les troubles de 1905, il est chargé de pacifier les régions de Tchernigov, Poltava et Koursk, victimes de rébellions paysannes. Il rendit publique une déclaration de sa part dans le gouvernement de Koursk, selon laquelle les maisons des paysans qui auraient pris part aux jacqueries seraient détruites. Il est nommé gouverneur-militaire de Moscou, le 24 novembre 1905 et réprime l'insurrection bolchévique de décembre 1905 (7-17 décembre). Le 19 (ancien style), l'ordre est revenu (?).
La police réussit à empêcher deux attentats contre lui, mais, le 23 avril 1906 à midi, l'amiral est visé par une bombe lancée par le socialiste révolutionnaire Boris Vnorovsky, alors qu'il sortait d'une cérémonie religieuse à la cathédrale de l'Assomption. Son aide-de-camp le comte Sergueï Nikolaïevitch Konovnitsyne est tué ainsi que le terroriste, son cocher blessé et lui-même atteint à la jambe gauche.
Il est déchargé de ses fonctions en juin 1906 et nommé membre du conseil d'Empire, puis jusqu'en 1907 membre du conseil national de défense. Le 2 décembre 1906, alors qu'il se promenait dans le jardin du palais de Tauride, deux SR, Vorobiev et Beriozine, tirent sur lui treize coups de pistolet et lui lancent une bombe artisanale remplie de clous. L'amiral n'est que légèrement atteint, mais devient presque totalement sourd. Il demande au tsar la clémence pour les deux terroristes condamnés à mort.
L'amiral Doubassov reçoit la croix de l'Ordre de Saint-Alexandre-Nevski en 1908.

## Dernières années

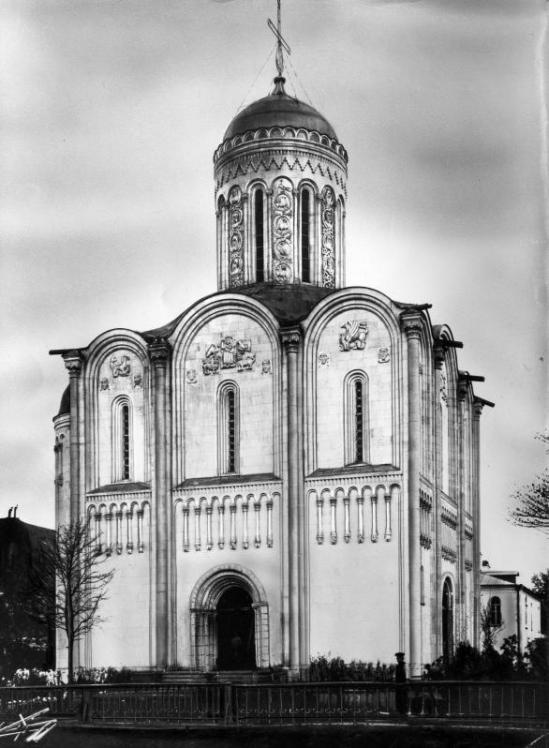
Vue de l'église du Sauveur-sur-les-Eaux vers 1910

L'amiral souffre de ses blessures les dernières années de sa vie et se retire dans ses propriétés, notamment celle de sa femme Alexandra, née Spiviaguine, à Znamenskoïe-Raïok. Sa seule préoccupation publique est de faire construire une église en mémoire des marins tués à Port-Arthur et à la bataille de Tsushima, l'église du Sauveur-sur-les-Eaux, sur l'île de l'Amirauté à Saint-Pétersbourg, au bout du quai des Anglais.
Il meurt le 19 juin 1912 (ancien style) et son enterrement a lieu le jour de son anniversaire au cimetière du monastère Saint-Alexandre-Nevski. Nicolas II et sa famille se rendent personnellement en visite chez sa veuve pour lui exprimer leurs condoléances.

## Source
- (ru) Cet article est partiellement ou en totalité issu de l’article de Wikipédia en russe intitulé « Дубасов, Федор Васильемич » (voir la liste des auteurs).